# Dyskografia Jacka Kaczmarskiego
Dyskografia Jacka Kaczmarskiego obejmuje 11 albumów studyjnych, 12 albumów koncertowych i 2 albumy kompilacyjne wydane za życia, natomiast po śmierci artysty zaczęła również obejmować 5 box setów, jeden album studyjny, jeden album koncertowy, 3 kompilacje i pięciopłytowy album DVD.
Jacek Kaczmarski w ciągu swojej nieprzerwanej 25-letniej pracy artystycznej (1976-2001) pozostawił po sobie wiele nagrań, te opublikowane za życia zostały zebrane w box secie Syn marnotrawny (oprócz Koncertu '97), nad którego powstawaniem czuwał jeszcze sam artysta. Jednakże najwięcej nagrań ukazało się dopiero po śmierci, najczęściej w formie wydawnictw zbiorczych (box sety Suplement, Mała Arka Noego, Arka Noego, Ze sceny), a także jako pojedyncze płyty niepublikowane wcześniej – Świadectwo, Encore, jeszcze raz (Paryż 2001) – i jako płyty DVD – Scena to dziwna... 1980–2001. W dyskografii można znaleźć również mnóstwo kompilacji, które są wydawane po dziś dzień.

## Wydania pojedyncze

### Programy i albumy

#### Albumy nagrane z Przemysławem Gintrowskim i Zbigniewem Łapińskim
| Rok nagrania | Rok pierwszego oficjalnego wydania | Tytuł                    | Wydawca     | Rodzaj albumu | Uwagi |
| ------------ | ---------------------------------- | ------------------------ | ----------- | ------------- | --- |
| 1980         | 1981                               | Mury                     | Wifon       | studyjny      | Pierwszy album studyjny nagrany z Przemysławem Gintrowskim i Zbigniewem Łapińskim.                                                                                   |
| 1980         | 1991                               | Raj                      | Pomaton EMI | koncertowy    | Nigdy niezarejestrowany profesjonalnie program powstały w 1980 roku. Opublikowano oficjalnie nagrania z najlepiej zachowanych półprofesjonalnych źródeł w 1991 roku. |
| 1981         | 1991                               | Muzeum                   | Pomaton EMI | koncertowy    | Nigdy niezarejestrowany profesjonalnie program powstały w 1981 roku. Opublikowano oficjalnie nagrania z najlepiej zachowanych półprofesjonalnych źródeł w 1991 roku. |
| 1991         | 1991                               | Mury w Muzeum Raju       | Pomaton EMI | koncertowy    | Zapis recitalu z pierwszej trasy koncertowej Tria, po powrocie Kaczmarskiego z emigracji do kraju. Na album składają się piosenki śpiewane 10 lat wcześniej.         |
| 1993         | 1993                               | Wojna postu z karnawałem | Pomaton EMI | studyjny      | Pierwszy i ostatni nowy program Tria po latach nieobecności. |

#### Albumy nagrane ze Zbigniewem Łapińskim
| Rok nagrania | Rok pierwszego oficjalnego wydania | Tytuł            | Wydawca          | Rodzaj albumu | Uwagi |
| ------------ | ---------------------------------- | ---------------- | ---------------- | ------------- | --- |
| 1981         | 1989                               | Krzyk            | Polskie Nagrania | studyjny      | Album został nagrany studyjnie w 1981 roku, ale po wprowadzeniu stanu wojennego zniszczono cały nakład. Zachowała się jednak taśma-matka, dzięki czemu w 1989 roku ukazał się na rynku w oryginalnej wersji. |
| 1990         | 1991                               | Live             | Pomaton EMI      | koncertowy    | Album wydany po pierwszej trasie koncertowej w Polsce po przyjeździe z emigracji, który otrzymał certyfikat platynowej płyty w 2002 roku.                                                                    |
| 1994         | 1994                               | Sarmatia         | Pomaton EMI      | studyjny      | Program nawiązujący tematyką do historii Polski z czasów sarmackiej Rzeczypospolitej Obojga Narodów (XVI-XVII wiek).                                                                                         |
| 1994         | 1995                               | Szukamy stajenki | Pomaton EMI      | koncertowy    | Kolędy i pastorałki napisane wspólnie przez Kaczmarskiego i Łapińskiego. Nagrano z gościnnym udziałem Elżbiety Adamiak.                                                                                      |

#### Albumy solowe
| Rok nagrania | Rok pierwszego oficjalnego wydania | Tytuł                            | Wydawca                          | Rodzaj albumu | Uwagi |
| ------------ | ---------------------------------- | -------------------------------- | -------------------------------- | ------------- | --- |
| 1982         | 1982                               | Carmagnole 1981                  | Stentor Studio Pomaton EMI       | studyjny      | Pierwszy album solowy Kaczmarskiego wydany na emigracji w RFN. Polskie wydanie ukazało się dopiero w 2004 roku w ramach box setu Syn marnotrawny na CD.                                                                                 |
| 1982         | 1982                               | Strącanie aniołów                | Safran 78 Pomaton EMI            | koncertowy    | Koncertowa płyta winylowa wydana w Szwecji. Polskie wydanie ukazało się dopiero w 2004 roku w ramach box setu Syn marnotrawny na CD. |
| 1983         | 1983                               | Chicago Live ‘83                 | Pomost Pomaton EMI               | koncertowy    | Dwupłytowy album wydany w USA na płytach winylowych. Polskie wydanie ukazało się dopiero w 2004 roku w ramach box setu Syn marnotrawny na CD.                                                                                           |
| 1986         | 1986                               | Litania                          | Iron Curtain Records Pomaton EMI | studyjny      | Album nagrano w Australii z udziałem muzyków akompaniujących. Polskie wydanie ukazało się dopiero w 2004 roku w ramach box setu Syn marnotrawny na CD.                                                                                  |
| 1987         | 1991                               | Kosmopolak                       | Pomaton EMI                      | studyjny      | Pierwszy album zarejestrowany w Radiu Wolna Europa w Monachium w 1987 roku. |
| 1989         | 1991                               | Dzieci Hioba                     | Pomaton EMI                      | studyjny      | Album zarejestrowany w Radiu Wolna Europa w Monachium w 1989 roku. |
| 1990         | 1991                               | Głupi Jasio                      | Pomaton EMI                      | studyjny      | Oprócz piosenek znajdują się wiersze recytowane przez Stanisława Elsnera Załuskiego. Album został zarejestrowany w Radiu Wolna Europa w Monachium w 1990 roku.                                                                          |
| 1992         | 1992                               | Bankiet                          | Pomaton EMI                      | koncertowy    | Nietypowy album w dyskografii Kaczmarskiego, na który składają się piosenki śpiewane w okolicznościach „nieoficjalnych”, towarzyskich. Oprócz swoich piosenek wykonuje także utwory Włodzimierza Wysockiego i Stanisława Staszewskiego. |
| 1996         | 1997                               | Pochwała łotrostwa               | Pomaton EMI                      | studyjny      | Ostatni program napisany przed emigracją do Australii, a jednocześnie ostatni studyjny album wydany za życia, do którego nagrania była wykorzystana sama gitara.                                                                        |
| 1998         | 1998                               | Między nami                      | Pomaton EMI                      | studyjny      | Piosenki z programu zostały napisane w Australii, a także zostały zaaranżowane na zespół muzyczny przez Janusza Strobla. |
| 1997         | 1998                               | Koncert ‘97                      | Scutum J.C. Koncert              | koncertowy    | Zapis z trasy koncertowej, w którą artysta ruszył po pierwszym przyjeździe do Polski z Australii w 1997 roku. Album wznowiono w 2008 roku pod zmienionym tytułem Trasa koncertowa ’97.                                                  |
| 1999         | 2000                               | Dwie skały                       | Polskie Radio                    | koncertowy    | Drugi program napisany w Australii, również jest pierwszym albumem artysty wydany przez Polskie Radio. |
| 2000         | 2001                               | Dwadzieścia (5) lat później      | Polskie Radio                    | koncertowy    | Album wydany z okazji jubileuszy 20-lecia powstania „Solidarności” oraz 25-lecia pracy artystycznej Kaczmarskiego. |
| 2001         | 2002                               | Mimochodem                       | Polskie Radio                    | koncertowy    | Ostatni program Jacka Kaczmarskiego. |
| 2000         | 2006                               | Świadectwo                       | J.C. Koncert                     | studyjny      | Wydanie pośmiertne. W 2000 roku Kaczmarski nagrał studyjnie wybrane najbardziej znane utwory oraz te bardzo rzadko wykonywane na koncertach.                                                                                            |
| 2001         | 2012                               | Encore, jeszcze raz (Paryż 2001) | Licomp Empik Multimedia          | koncertowy    | Wydanie pośmiertne. Album wydany z okazji 55. urodzin poety wypadających na 2012 rok. Zarejestrowany koncert odbył się 24 lipca 2001 roku w Arcueil pod Paryżem.                                                                        |

### Składanki

#### Złota kolekcja: Jacek Kaczmarski – Źródło (2003)
Kompilacja składa się ze znanych wykonań piosenek z wcześniejszych płyt Kaczmarskiego. Znajdują się również na niej dwa wykonania wcześniej niepublikowane pochodzące z początku lat osiemdziesiątych.
Wydania:
- 2003 – Pomaton EMI (kaseta, CD, nr kat. 5835304, 5835302)

| Lp. | Tytuł                                   | Wykonania utworów | Długość |
| --- | --------------------------------------- | --- | ------- |
| 1.  | „O krok...”                             | Między nami | 01:57   |
| 2.  | „Obława”                                | Studio Gama (1980, wykonanie wcześniej niepublikowane) wyk. J. Kaczmarski – śpiew, gitara, P. Gintrowski – śpiew, gitara | 02:44   |
| 3.  | „Nie lubię”                             | Krzyk | 01:49   |
| 4.  | „Między nami”                           | Między nami | 04:35   |
| 5.  | „Piosenka napisana mimochodem”          | Mimochodem | 03:03   |
| 6.  | „Źródło”                                | Mury | 04:27   |
| 7.  | „Nasza klasa”                           | Live | 04:18   |
| 8.  | „Postmodernizm”                         | Między nami | 02:07   |
| 9.  | „Wojna postu z karnawałem”              | Wojna postu z karnawałem                                                                                                 | 02:40   |
| 10. | „Przyczynek do legendy o św. Jerzym”    | Między nami | 02:24   |
| 11. | „Lekcja historii klasycznej”            | Krzyk | 02:42   |
| 12. | „Ballada wrześniowa”                    | Dwadzieścia (5) lat później                                                                                              | 02:17   |
| 13. | Sen Katarzyny II                        | Krzyk | 02:01   |
| 14. | „Krajobraz po uczcie”                   | Mury w Muzeum Raju | 02:52   |
| 15. | „Zesłanie studentów”                    | Mury w Muzeum Raju | 04:02   |
| 16. | „Modlitwa”                              | Dzieci Hioba | 02:08   |
| 17. | „Zegar”                                 | Między nami | 02:18   |
| 18. | „Bajka o Głupim Jasiu”                  | Live | 04:47   |
| 19. | „Wędrówka z cieniem”                    | Dwadzieścia (5) lat później                                                                                              | 03:15   |
| 20. | „Pożegnanie Okudżawy”                   | Między nami | 04:14   |
| 21. | „Epitafium dla Włodzimierza Wysockiego” | Nagranie z XIX Krajowego Festiwalu Piosenki Polskiej – Opole '81 (wykonanie wcześniej niepublikowane)                    | 08:08   |
| 22. | „Mury”                                  | Mury w Muzeum Raju | 05:10   |

#### Złota kolekcja: Jacek Kaczmarski – Źródło & Wyschnięte strumienie (2012)
Dwupłytowa, rozszerzona wersja kompilacji wydanej w 2003 roku.
Wydania:
- 2012 – EMI Music Poland (2 CD)

| Lp.                              | Tytuł                                       | Wykonania utworów | Długość |
| -------------------------------- | ------------------------------------------- | --- | ------- |
| Volume 1 – Źródło                |                                             | |         |
| 1.                               | „O krok...”                                 | Między nami | 01:57   |
| 2.                               | „Obława”                                    | Studio Gama (1980, wykonanie wcześniej niepublikowane) wyk. J. Kaczmarski – śpiew, gitara, P. Gintrowski – śpiew, gitara | 02:44   |
| 3.                               | „Nie lubię”                                 | Krzyk | 01:49   |
| 4.                               | „Między nami”                               | Między nami | 04:35   |
| 5.                               | „Piosenka napisana mimochodem”              | Mimochodem | 03:03   |
| 6.                               | „Źródło”                                    | Mury | 04:27   |
| 7.                               | „Nasza klasa”                               | Live | 04:18   |
| 8.                               | „Postmodernizm”                             | Między nami | 02:07   |
| 9.                               | „Wojna postu z karnawałem”                  | Wojna postu z karnawałem                                                                                                 | 02:40   |
| 10.                              | „Przyczynek do legendy o św. Jerzym”        | Między nami | 02:24   |
| 11.                              | „Lekcja historii klasycznej”                | Krzyk | 02:42   |
| 12.                              | „Ballada wrześniowa”                        | Dwadzieścia (5) lat później                                                                                              | 02:17   |
| 13.                              | Sen Katarzyny II                            | Krzyk | 02:01   |
| 14.                              | „Krajobraz po uczcie”                       | Mury w Muzeum Raju | 02:52   |
| 15.                              | „Zesłanie studentów”                        | Mury w Muzeum Raju | 04:02   |
| 16.                              | „Modlitwa”                                  | Dzieci Hioba | 02:08   |
| 17.                              | „Zegar”                                     | Między nami | 02:18   |
| 18.                              | „Bajka o Głupim Jasiu”                      | Live | 04:47   |
| 19.                              | „Wędrówka z cieniem”                        | Dwadzieścia (5) lat później                                                                                              | 03:15   |
| 20.                              | „Pożegnanie Okudżawy”                       | Między nami | 04:14   |
| 21.                              | „Epitafium dla Włodzimierza Wysockiego”     | Nagranie z XIX Krajowego Festiwalu Piosenki Polskiej – Opole '81 (wykonanie wcześniej niepublikowane)                    | 08:08   |
| 22.                              | „Mury”                                      | Mury w Muzeum Raju | 05:10   |
| Volume 2 – Wyschnięte strumienie |                                             | |         |
| 1.                               | „Wiatr”                                     | Suplement – Radio Wolna Europa vol. 1                                                                                    | 01:45   |
| 2.                               | „Samobójstwo Jesienina”                     | Suplement – Radio Wolna Europa vol. 2                                                                                    | 02:55   |
| 3.                               | „Przyjaciele”                               | Chicago Live ’83 | 01:36   |
| 4.                               | „Artyści”                                   | Chicago Live ’83 | 02:41   |
| 5.                               | „Kara Barabasza”                            | Live | 03:34   |
| 6.                               | „Antylitania na czasy przejściowe”          | Wojna postu z karnawałem                                                                                                 | 02:42   |
| 7.                               | „Starość Owidiusza”                         | Kosmopolak | 03:09   |
| 8.                               | „Ambasadorowie”                             | Kosmopolak | 02:45   |
| 9.                               | „Martwa natura”                             | Suplement – Radio Wolna Europa vol. 1                                                                                    | 01:50   |
| 10.                              | „Portret zbiorowy we wnętrzu – Dom Opieki”  | Wojna postu z karnawałem                                                                                                 | 04:05   |
| 11.                              | „Marcin Luter”                              | Wojna postu z karnawałem                                                                                                 | 03:17   |
| 12.                              | „Katyń”                                     | Live | 04:29   |
| 13.                              | „Barykada (Śmierć Baczyńskiego)”            | Live | 03:16   |
| 14.                              | „Jałta”                                     | Live | 04:30   |
| 15.                              | „Wyschnięte strumienie”                     | Między nami | 01:48   |
| 16.                              | „Krzyk”                                     | Krzyk | 01:50   |
| 17.                              | „Autoportret z psem”                        | Mała Arka Noego – Między nami (live)                                                                                     | 02:01   |
| 18.                              | „Ogłoszenie w kosmos (Stanisławowi Lemowi)” | Pochwała łotrostwa | 01:15   |
| 19.                              | „Śniadanie z Bogiem”                        | Dwie skały | 04:43   |
| 20.                              | „Sąd nad Goyą”                              | Dwie skały | 04:49   |
| 21.                              | „Przepowiednia Jana Chrzciciela”            | Mimochodem | 04:53   |
| 22.                              | „Jan Kochanowski”                           | Ze sceny – Wojna postu z karnawałem – „Riviera”. Część 2                                                                 | 04:57   |
| 23.                              | „Bob Dylan”                                 | Bankiet | 04:40   |
| 24.                              | „Ilu nas w ciszy...”                        | Szukamy stajenki | 03:44   |

W 2017 roku powyższa wersja została skrócona dla muzycznych serwisów streamingowych (Spotify, Tidal etc.).
| Lp. | Tytuł                                       | Wykonania utworów                                        | Długość |
| --- | ------------------------------------------- | -------------------------------------------------------- | ------- |
| 1.  | „O krok...”                                 | Między nami                                              | 01:57   |
| 2.  | „Nie lubię”                                 | Krzyk                                                    | 01:49   |
| 3.  | „Między nami”                               | Między nami                                              | 04:35   |
| 4.  | „Nasza klasa”                               | Live                                                     | 04:18   |
| 5.  | „Postmodernizm”                             | Między nami                                              | 02:07   |
| 6.  | „Wojna postu z karnawałem”                  | Wojna postu z karnawałem                                 | 02:40   |
| 7.  | „Przyczynek do legendy o św. Jerzym”        | Między nami                                              | 02:24   |
| 8.  | „Krajobraz po uczcie”                       | Mury w Muzeum Raju                                       | 02:52   |
| 9.  | „Zesłanie studentów”                        | Mury w Muzeum Raju                                       | 04:02   |
| 10. | „Modlitwa”                                  | Dzieci Hioba                                             | 02:08   |
| 11. | „Zegar”                                     | Między nami                                              | 02:18   |
| 12. | „Bajka o Głupim Jasiu”                      | Live                                                     | 04:47   |
| 13. | „Pożegnanie Okudżawy”                       | Między nami                                              | 04:14   |
| 14. | „Mury”                                      | Mury w Muzeum Raju                                       | 05:10   |
| 15. | „Kara Barabasza”                            | Live                                                     | 03:34   |
| 16. | „Antylitania na czasy przejściowe”          | Wojna postu z karnawałem                                 | 02:42   |
| 17. | „Starość Owidiusza”                         | Kosmopolak                                               | 03:09   |
| 18. | „Ambasadorowie”                             | Kosmopolak                                               | 02:45   |
| 19. | „Portret zbiorowy w zabytkowym wnętrzu”     | Wojna postu z karnawałem                                 | 04:05   |
| 20. | „Marcin Luter”                              | Wojna postu z karnawałem                                 | 03:17   |
| 21. | „Katyń”                                     | Live                                                     | 04:29   |
| 22. | „Barykada (Śmierć Baczyńskiego)”            | Live                                                     | 03:16   |
| 23. | „Autoportret z psem”                        | Mała Arka Noego – Między nami (live)                     | 02:01   |
| 24. | „Ogłoszenie w kosmos (Stanisławowi Lemowi)” | Pochwała łotrostwa                                       | 01:15   |
| 25. | „Jan Kochanowski”                           | Ze sceny – Wojna postu z karnawałem – „Riviera”. Część 2 | 04:57   |

#### Złota kolekcja: Gintrowski, Kaczmarski, Łapiński – Pokolenie (2003)
Składanka utworów stworzonych przez słynne Trio – Przemysława Gintrowskiego, Jacka Kaczmarskiego i Zbigniewa Łapińskiego.
Wydania:
- 2003 – Pomaton EMI (kaseta, CD, nr kat. 5963884, 5963882)

| Lp. | Tytuł                              | Wykonania utworów        | Długość |
| --- | ---------------------------------- | ------------------------ | ------- |
| 1.  | „Mury”                             | Mury                     | 04:28   |
| 2.  | „Modlitwa o wschodzie słońca”      | Mury w Muzeum Raju       | 02:42   |
| 3.  | „Wojna postu z karnawałem”         | Wojna postu z karnawałem | 02:42   |
| 4.  | „Antylitania na czasy przejściowe” | Wojna postu z karnawałem | 02:42   |
| 5.  | „Przyjaciele, których nie miałem”  | Mury                     | 03:26   |
| 6.  | „Pokolenie”                        | Mury w Muzeum Raju       | 02:21   |
| 7.  | „Rozmowa”                          | Wojna postu z karnawałem | 03:44   |
| 8.  | „Karmaniola”                       | Mury w Muzeum Raju       | 02:28   |
| 9.  | „Pejzaż z szubienicą”              | Mury                     | 03:42   |
| 10. | „Strącanie aniołów”                | Mury w Muzeum Raju       | 02:15   |
| 11. | „Hymn”                             | Raj                      | 02:31   |
| 12. | „Dziady”                           | Mury                     | 02:59   |
| 13. | „Wieża Babel”                      | Raj                      | 03:19   |
| 14. | „Arka Noego”                       | Mury w Muzeum Raju       | 03:19   |
| 15. | „Rzeź niewiniątek”                 | Mury w Muzeum Raju       | 02:09   |
| 16. | „Śmiech”                           | Mury                     | 03:55   |
| 17. | „Zatruta studnia”                  | Muzeum                   | 04:08   |
| 18. | „Wigilia na Syberii”               | Mury w Muzeum Raju       | 05:20   |
| 19. | „Kantyczka z lotu ptaka”           | Wojna postu z karnawałem | 05:31   |
| 20. | „Powrót”                           | Pamiątki                 | 05:30   |
| 21. | „Mur”                              | Mury                     | 02:03   |

#### In Memoriam (2014)
Dwupłytowa składanka została wydana z okazji dziesiątej rocznicy śmierci Jacka Kaczmarskiego przez Agencję Muzyczną Polskiego Radia.
Na pierwszej płycie Sen kochającego psa, znalazły się utwory z późniejszego okresu twórczości Artysty (głównie z płyt Dwie skały i Mimochodem), natomiast na drugiej płycie Koncert na XX-lecie znajduje się wybór utworów z jednego z najlepszych jego koncertów zarejestrowanych 11 grudnia 1996 roku dla Polskiego Radia w Sali Widowiskowej Riviera w Warszawie z okazji XX-lecia działalności artystycznej Jacka Kaczmarskiego. Występ o tyle wyjątkowy, że właśnie w tej samej sali 20 lat wcześniej artysta rozpoczął swoją karierę. Koncert ten ze względu na precyzyjnie przemyślany repertuar i wspaniałe wykonanie został przez krytyków i publiczność określony jako niezwykłe wydarzenie.
Dwa lata wcześniej pełna rejestracja koncertu została wydana w ramach box setu Ze sceny przez Warner Music Poland.
Wydania:
- 2014 – Polskie Radio (2 CD, nr kat. 14681028)

| Lp.                                        | Tytuł                                    | Wykonania utworów | Długość |
| ------------------------------------------ | ---------------------------------------- | --- | ------- |
| Volume 1 – Sen kochającego psa             |                                          | |         |
| 1.                                         | „Między nami”                            | Mała Arka Noego – Między nami (live) | 04:11   |
| 2.                                         | „Piosenka napisana mimochodem”           | Mimochodem | 03:19   |
| 3.                                         | Zapowiedź                                | Mimochodem | 00:51   |
| 4.                                         | „Sen kochającego psa”                    | Mimochodem | 02:38   |
| 5.                                         | Zapowiedź                                | Mimochodem | 01:25   |
| 6.                                         | „Coś Ty (Zaloty)”                        | Mimochodem | 02:11   |
| 7.                                         | „Landszaft z kroplą krwi”                | Mimochodem | 03:23   |
| 8.                                         | „Portret płonący”                        | Mimochodem | 02:25   |
| 9.                                         | „Legenda o miłości”                      | Mimochodem | 04:26   |
| 10.                                        | „Wyznanie kalifa, czyli o mocy baśni”    | Dwie skały | 04:18   |
| 11.                                        | „Księżniczka i Pirat”                    | Dwie skały | 03:58   |
| 12.                                        | „Romantyczność (Do sztambucha)”          | Dwie skały | 02:49   |
| 13.                                        | „Czerwcowy wicher przy kominku”          | Dwie skały | 02:33   |
| 14.                                        | „Przy ołtarzu baru”                      | Dwie skały | 02:38   |
| 15.                                        | „Mucha w szklance lemoniady”             | Dwie skały | 06:02   |
| 16.                                        | „Przechadzka z Orfeuszem”                | Mała Arka Noego – Między nami (live) | 04:39   |
| 17.                                        | „Pytania retoryczne”                     | Mała Arka Noego – Między nami (live) | 02:53   |
| 18.                                        | „Wędrówka z cieniem”                     | Dwadzieścia (5) lat później | 03:14   |
| 19.                                        | „Źródło”                                 | Nagranie z koncertowej sesji nagraniowej płyty Dwadzieścia (5) lat później, która odbyła się 22 grudnia 2000 roku w warszawskiej Piwnicy pod Harendą. | 04:11   |
| Volume 2 – Koncert na XX-lecie (fragmenty) |                                          | |         |
| 1.                                         | Zapowiedź koncertu                       | Ze sceny – Koncert na XX-lecie. Część 1 | 02:08   |
| 2.                                         | „Nie lubię (wg Wysockiego)”              | Ze sceny – Koncert na XX-lecie. Część 1 | 02:06   |
| 3.                                         | „Przedszkole”                            | Ze sceny – Koncert na XX-lecie. Część 1 | 02:48   |
| 4.                                         | „Nasza klasa”                            | Ze sceny – Koncert na XX-lecie. Część 1 | 04:07   |
| 5.                                         | „Encore, jeszcze raz”                    | Ze sceny – Koncert na XX-lecie. Część 1 | 05:12   |
| 6.                                         | „Krajobraz po uczcie”                    | Ze sceny – Koncert na XX-lecie. Część 1 | 03:17   |
| 7.                                         | Sen Katarzyny II                         | Ze sceny – Koncert na XX-lecie. Część 1 | 02:53   |
| 8.                                         | „Przejście Polaków przez Morze Czerwone” | Ze sceny – Koncert na XX-lecie. Część 1 | 03:44   |
| 9.                                         | „Tradycja”                               | Ze sceny – Koncert na XX-lecie. Część 1 | 02:23   |
| 10.                                        | „Wojna postu z karnawałem”               | Ze sceny – Koncert na XX-lecie. Część 1 | 02:41   |
| 11.                                        | „Jan Kochanowski”                        | Ze sceny – Koncert na XX-lecie. Część 1 | 05:03   |
| 12.                                        | „Niech…”                                 | Ze sceny – Koncert na XX-lecie. Część 1 | 05:15   |
| 13.                                        | „Obława”                                 | Ze sceny – Koncert na XX-lecie. Część 2 | 02:54   |
| 14.                                        | „Obława II (z helikopterów)”             | Ze sceny – Koncert na XX-lecie. Część 2 | 02:36   |
| 15.                                        | „Obława III (Potrzask)”                  | Ze sceny – Koncert na XX-lecie. Część 2 | 02:43   |
| 16.                                        | „Przeczucie (Cztery pory niepokoju)”     | Ze sceny – Koncert na XX-lecie. Część 2 | 03:18   |
| 17.                                        | „Rublow”                                 | Ze sceny – Koncert na XX-lecie. Część 2 | 05:27   |
| 18.                                        | „Zbroja”                                 | Ze sceny – Koncert na XX-lecie. Część 2 | 05:09   |
| 19.                                        | „Konfesjonał”                            | Ze sceny – Koncert na XX-lecie. Część 2 | 03:50   |
| 20.                                        | „Epitafium dla Włodzimierza Wysockiego”  | Ze sceny – Koncert na XX-lecie. Część 2 | 10:05   |

#### Gintrowski, Kaczmarski, Łapiński – Niepodlegli (2018)
Trzypłytowy album z piosenkami legendarnego Tria został przygotowany specjalnie z okazji obchodów 100-lecia odzyskania Niepodległości przez Polskę. Wybór utworów na ten album został dokonany tak aby prowadzić słuchacza przez wydarzenia od czasów rozbiorów do odzyskania przez kraj niepodległości w 1989 roku i wczesne lata wolności.
Wydania:
- 2018 – Polskie Radio (3 CD, nr kat. PRCD 2201-2203)

| Lp. | Tytuł                                                            | Wykonania utworów                                                                                     | Długość |
| --- | ---------------------------------------------------------------- | --- | ------- |
| CD1 |                                                                  | |         |
| 1.  | „Modlitwa o wschodzie słońca”                                    | Mury w Muzeum Raju                                                                                    | 02:42   |
| 2.  | „Rejtan, czyli raport ambasadora”                                | Strącanie aniołów                                                                                     | 02:44   |
| 3.  | „Krajobraz po uczcie”                                            | Mury                                                                                                  | 03:05   |
| 4.  | „Ostatnia mapa Polski”                                           | Mała Arka Noego – Kwadranse Jacka Kaczmarskiego IV                                                    | 01:52   |
| 5.  | „Requiem rozbiorowe”                                             | Suplement – Rarytasy i niespodzianki                                                                  | 11:44   |
| 6.  | „Zesłanie studentów”                                             | Mury w Muzeum Raju                                                                                    | 04:07   |
| 7.  | „Wigilia na Syberii”                                             | Pamiątki                                                                                              | 04:56   |
| 8.  | „Powrót z Syberii”                                               | Muzeum                                                                                                | 03:21   |
| 9.  | „Starość Piotra Wysockiego”                                      | Krzyk                                                                                                 | 01:28   |
| 10. | „Karol Levittoux”                                                | Kamienie                                                                                              | 05:17   |
| 11. | „Margrabia Wielopolski”                                          | Kamienie                                                                                              | 03:58   |
| 12. | „Pikieta powstańcza”                                             | Kanapka z człowiekiem i trzy zapomniane piosenki                                                      | 04:05   |
| 13. | „Wiosna 1905”                                                    | Mury w Muzeum Raju                                                                                    | 03:09   |
| 14. | „17 IX”                                                          | Tren                                                                                                  | 02:51   |
| 15. | „Autoportret Witkacego”                                          | Nagranie z XIX Krajowego Festiwalu Piosenki Polskiej – Opole '81 (wykonanie wcześniej niepublikowane) | 04:37   |
| 16. | „Ballada wrześniowa”                                             | Live                                                                                                  | 02:17   |
| 17. | „Rozbite oddziały”                                               | Kosmopolak                                                                                            | 02:34   |
| 18. | „Katyń”                                                          | Live                                                                                                  | 04:29   |
| 19. | „Guziki”                                                         | Tren                                                                                                  | 03:01   |
| 20. | „Rozstrzelanie”                                                  | Muzeum                                                                                                | 01:22   |
| 21. | „Birkenau”                                                       | Kanapka z człowiekiem i trzy zapomniane piosenki                                                      | 06:18   |
| CD2 |                                                                  | |         |
| 1.  | „Jałta”                                                          | Litania                                                                                               | 03:40   |
| 2.  | „Dylemat”                                                        | Pamiątki                                                                                              | 02:06   |
| 3.  | „Barykada (Śmierć Baczyńskiego)”                                 | Live                                                                                                  | 03:16   |
| 4.  | „Czołg”                                                          | Kosmopolak                                                                                            | 01:35   |
| 5.  | „Targ”                                                           | Pamiątki                                                                                              | 02:11   |
| 6.  | „Potęga smaku”                                                   | Pamiątki                                                                                              | 03:02   |
| 7.  | „Przypowieść prawdziwa o szaliku”                                | Suplement – Radio Wolna Europa vol. 2                                                                 | 02:15   |
| 8.  | „Świadkowie”                                                     | I Przegląd Piosenki Prawdziwej                                                                        | 04:18   |
| 9.  | „Wilki”                                                          | Tren                                                                                                  | 02:23   |
| 10. | „Ballada o bieli”                                                | Kosmopolak                                                                                            | 02:26   |
| 11. | „Czerwony autobus”                                               | Pamiątki                                                                                              | 01:51   |
| 12. | „Doświadczenie (Marzec '68)”                                     | Głupi Jasio                                                                                           | 03:12   |
| 13. | „Opowieść pewnego emigranta”                                     | Kosmopolak                                                                                            | 02:44   |
| 14. | „Młodych Niemców sen”                                            | Suplement – Radio Wrocław                                                                             | 02:36   |
| 15. | „Manewry”                                                        | Ze sceny – Złota płyta „Krzyk”                                                                        | 02:43   |
| 16. | „Ballada o powitaniu”                                            | Carmagnole 1981                                                                                       | 01:50   |
| 17. | „Ballada o ubocznych skutkach alkoholizmu”                       | Bankiet                                                                                               | 05:27   |
| 18. | „Przejście Polaków przez Morze Czerwone”                         | Ze sceny – Koncert na XX-lecie. Część 1                                                               | 03:44   |
| 19. | „Dwie rozmowy z Kremlem (1981/1989)”                             | Głupi Jasio                                                                                           | 05:19   |
| 20. | „Koncert fortepianowy”                                           | Chicago Live ’83                                                                                      | 02:16   |
| 21. | „A my nie chcemy uciekać stąd”                                   | Pamiątki                                                                                              | 03:23   |
| 22. | „ZOMO. Spokój. Bies”                                             | Raport z oblężonego miasta                                                                            | 02:36   |
| 23. | „Prośba”                                                         | Dwadzieścia (5) lat później                                                                           | 02:54   |
| 24. | „Kołysanka”                                                      | Mała Arka Noego – Zbroja                                                                              | 03:29   |
| 25. | „Górnicy” (sł. Tomasz Jastrun, muz. Przemysław Gintrowski)       | Raport z oblężonego miasta                                                                            | 01:44   |
| 26. | „Górnicy” (sł. i muz. Jacek Kaczmarski, aranżacja Antoni Miłosz) | Mała Arka Noego – Kwadranse Jacka Kaczmarskiego I                                                     | 02:06   |
| 27. | „Gdy tak siedzimy”                                               | Raport z oblężonego miasta                                                                            | 02:07   |
| 28. | „Odpowiedź”                                                      | Raport z oblężonego miasta                                                                            | 04:14   |
| CD3 |                                                                  | |         |
| 1.  | „Nasza klasa”                                                    | Ze sceny – Koncert na XX-lecie. Część 1                                                               | 04:03   |
| 2.  | „List”                                                           | Kanapka z człowiekiem i trzy zapomniane piosenki                                                      | 03:55   |
| 3.  | „Artyści”                                                        | Mała Arka Noego – Zbroja                                                                              | 03:16   |
| 4.  | „Świadectwo”                                                     | Ze sceny – Koncert na XX-lecie. Część 1                                                               | 01:37   |
| 5.  | „Patriotyzm”                                                     | Suplement – Radio Wolna Europa vol. 2                                                                 | 02:11   |
| 6.  | „Powrót sentymentalnej panny S.”                                 | Live                                                                                                  | 03:02   |
| 7.  | „Ballada paranoika”                                              | Suplement – Radio Wrocław                                                                             | 00:54   |
| 8.  | „Pochwała”                                                       | Dzieci Hioba                                                                                          | 01:38   |
| 9.  | „Z chłopa – król”                                                | Głupi Jasio                                                                                           | 03:02   |
| 10. | „Kariera Nikodema Dyzmy”                                         | Suplement – Radio Wrocław                                                                             | 02:26   |
| 11. | „Ulotka wyborcza”                                                | Suplement – Radio Wolna Europa vol. 3                                                                 | 02:00   |
| 12. | „Lament”                                                         | Dzieci Hioba                                                                                          | 02:12   |
| 13. | „Amanci panny S.”                                                | Pochwała łotrostwa                                                                                    | 02:45   |
| 14. | „Bieszczady”                                                     | Dzieci Hioba                                                                                          | 02:34   |
| 15. | „Kiedy”                                                          | Suplement – Radio Wolna Europa vol. 3                                                                 | 02:18   |
| 16. | „Pięć sonetów o umieraniu komunizmu”                             | Suplement – Radio Wolna Europa vol. 3                                                                 | 05:08   |
| 17. | „Rehabilitacja komunistów”                                       | Kosmopolak                                                                                            | 01:47   |
| 18. | „Wróżba”                                                         | Raport z oblężonego miasta                                                                            | 02:54   |
| 19. | „Wywiad z emerytem”                                              | Suplement – Radio Wolna Europa vol. 2                                                                 | 02:31   |
| 20. | „Zwątpienie”                                                     | Głupi Jasio                                                                                           | 03:15   |
| 21. | „Nasza klasa '92”                                                | Ze sceny – Koncert na XX-lecie. Część 1                                                               | 03:16   |
| 22. | „Litania”                                                        | Mała Arka Noego – Kwadranse Jacka Kaczmarskiego I                                                     | 02:18   |
| 23. | „Postmodernizm”                                                  | Mała Arka Noego – Między nami (live)                                                                  | 02:00   |
| 24. | „Bajka”                                                          | Kosmopolak                                                                                            | 03:28   |
| 25. | „Kantyczka z lotu ptaka”                                         | Kanapka z człowiekiem i trzy zapomniane piosenki                                                      | 06:04   |
| 26. | „Mury”                                                           | Mury                                                                                                  | 02:06   |
| 27. | „Modlitwa”                                                       | Dzieci Hioba                                                                                          | 02:08   |

### Płyty promocyjne

#### Płyta promocyjna – Pomaton 1997
Na płycie znajdują się również pojedyncze utwory zespołu Studia Buffo, Bolca i Graży T.
Wydania:
- 1997 – Pomaton EMI (CD, nr kat. Promo CD 051)

| Lp. | Wykonawcy        | Tytuł                | Długość |
| --- | ---------------- | -------------------- | ------- |
| 1.  | Jacek Kaczmarski | „Pochwała łotrostwa” | 03:47   |

#### Między nami – płyta promocyjna (1998)
Wybór piosenek z płyty Między nami, który otrzymały wyłącznie stacje radiowe.
Wydania:
- 1998 – Pomaton EMI (CD, nr kat. Promo CD 115)

| Lp. | Tytuł                | Długość |
| --- | -------------------- | ------- |
| 1.  | „Między nami”        | 04:35   |
| 2.  | „Postmodernizm”      | 02:07   |
| 3.  | „Rytmy”              | 03:42   |
| 4.  | „Pytania retoryczne” | 02:54   |

#### Ilu nas w ciszy... (1998)
Wydany na płycie CD wybór piosenek z programu Szukamy stajenki wydanego wcześniej na kasecie magnetofonowej.
Wydania:
- 1998 – Scutum (CD, nr kat. SCD003)

Słowa i muzyka: Jacek Kaczmarski
| Lp. | Tytuł                                    | Długość |
| --- | ---------------------------------------- | ------- |
| 1.  | „Szukamy stajenki (W deszczu gwiazd...)” | 02:23   |
| 2.  | „Odmiennych mową, wiarą, obyczajem...”   | 03:33   |
| 3.  | „Nad uśpioną Galileą...”                 | 03:00   |
| 4.  | „Lśnij, nieboskłonie...”                 | 04:48   |
| 5.  | „Ilu nas w ciszy...”                     | 03:44   |

### Płyty okolicznościowe

#### La source – Źródło (1981)
Płyta winylowa wydana we Francji w 1981 roku, dochód został przeznaczony na wsparcie „Solidarności”.
| Lp. | Wykonawcy                  | Tytuł                             |
| --- | -------------------------- | --------------------------------- |
| 1.  | Jacek Kaczmarski           | „Źródło”                          |
| 2.  | J.F. Dupont, J.M. Trassart | „L’Aigle, l’ours et les corbeaux” |

#### Pom Info ’99
Płyta została wydana z okazji IV Konferencji Kontrahentów Pomaton EMI, która odbyła się 2 października 1999 roku w Warszawie. Oprócz utworu Mury znajdują się także wybór utworów artystów polskich i zagranicznych wydanych przez Pomaton EMI.
Wydania:
- 1999 – Pomaton EMI (CD)

| Lp. | Wykonawcy                                                  | Tytuł  |
| --- | ---------------------------------------------------------- | ------ |
| 18. | Jacek Kaczmarski, Przemysław Gintrowski, Zbigniew Łapiński | „Mury” |

#### Dzięki którym powstaliśmy i przetrwaliśmy (2006)
Płyta została wydana z okazji 25. rocznicy pierwszego zjazdu NSZZ „Solidarność” Region Mazowsze. Uroczystości związane z tą rocznicą miały miejsce w czerwcu 2006 roku w Warszawie. Na niej znajdują się również piosenki Jana Krzysztofa Kelusa.
Wydania:
- 2006 – Fundacja im. Stefana Batorego, NSZZ „Solidarność”

| Lp. | Wykonawcy        | Tytuł                                    |
| --- | ---------------- | ---------------------------------------- |
| 4.  | Jacek Kaczmarski | „Przejście Polaków przez Morze Czerwone” |
| 7.  | Jacek Kaczmarski | „Świadectwo”                             |
| 9.  | Jacek Kaczmarski | „Powrót sentymentalnej panny S.”         |
| 10. | Jacek Kaczmarski | „Nasza klasa ’92”                        |

### Płyty dodawane do gazet i książek

#### Życie Warszawy: Pomóżmy Jackowi Kaczmarskiemu (2002)
Płyta CD dołączona do Życia Warszawy z 9 maja 2002 roku zawiera trzy utwory z wydanej później (w 2006 roku) płyty Świadectwo.
Słowa i muzyka: Jacek Kaczmarski
| Lp. | Tytuł                    | Długość |
| --- | ------------------------ | ------- |
| 1.  | „Korespondencja klasowa” | 09:02   |
| 2.  | „Nasza klasa”            | 03:50   |
| 3.  | „Obława”                 | 02:39   |

#### Ale źródło wciąż bije... (2002)
Płyta dołączona do antologii poezji Jacka Kaczmarskiego pod tym samym tytułem. Utwory 1-5 pochodzą z sesji nagraniowej w Dużym Studiu Radia Wrocław (28 czerwca – 4 lipca 2001), utwór 6 pochodzi z koncertu w krakowskiej Rotundzie z października 1999 roku.
Wydania:
- 2002 – Volumen Marabut

Wykonawcy:
- Jacek Kaczmarski – śpiew, gitara (1-6),
- Przemysław Gintrowski – śpiew, gitara (6),
- Zbigniew Łapiński – śpiew, fortepian (6)

Słowa:
- Jacek Kaczmarski (2-6)
- Georges Brassens, tłum. J. Kaczmarski (1)

Muzyka:
- Jacek Kaczmarski (2, 3, 5)
- Georges Brassens (1)
- Przemysław Gintrowski (4, 6)

| Lp. | Tytuł                          | Długość |
| --- | ------------------------------ | ------- |
| 1.  | „Grajek”                       | 03:13   |
| 2.  | „Ballada o istotkach”          | 02:16   |
| 3.  | „Ballada o wesołym miasteczku” | 03:01   |
| 4.  | „Wykopaliska”                  | 02:02   |
| 5.  | „Konfesjonał”                  | 03:31   |
| 6.  | „Requiem rozbiorowe”           | 11:29   |

#### Litania i inne piosenki (2004)
Płyta dołączona do tomiku Tunel, a także dystrybuowana wraz ze specyfikiem Vilcacora. Nagrania pochodzą z sesji nagraniowej w Dużym Studiu Radia Wrocław (czerwiec i lipiec 2001).
Wydania:
- 2004 – Tower Press sp. z.o.o.

Słowa: Jacek Kaczmarski
Muzyka:
- Jacek Kaczmarski (1-6, 8)
- Przemysław Gintrowski (7)

| Lp. | Tytuł              | Długość |
| --- | ------------------ | ------- |
| 1.  | „Dzwon”            | 01:43   |
| 2.  | „Młody las”        | 02:39   |
| 3.  | „Aleksander Wat”   | 03:11   |
| 4.  | „Litania”          | 02:05   |
| 5.  | „Nasza klasa '92”  | 03:07   |
| 6.  | „Ballada żebracza” | 03:20   |
| 7.  | „Wykopaliska”      | 02:02   |
| 8.  | „Konfesjonał”      | 03:31   |

#### Płytoteka Dziennika: Poeci piosenki – Jacek Kaczmarski (2007)
Płyta dołączona do Dziennika z dnia 22 marca 2007 roku zawiera dziesięć utworów z albumów wydanych przez Pomaton EMI.
Wydania:
- 2007 – Axel Springer (CD, nr kat. 1895674447)

| Lp. | Tytuł                                   | Wykonania utworów  | Długość |
| --- | --------------------------------------- | ------------------ | ------- |
| 1.  | „Nasza klasa”                           | Live               | 05:00   |
| 2.  | „Listy”                                 | Chicago Live ’83   | 03:16   |
| 3.  | „Rejtan, czyli raport ambasadora”       | Muzeum             | 03:08   |
| 4.  | „Sen Katarzyny II”                      | Strącanie aniołów  | 02:04   |
| 5.  | „Zbroja”                                | Live               | 05:11   |
| 6.  | „Obława”                                | Live               | 03:19   |
| 7.  | „Encore, jeszcze raz”                   | Strącanie aniołów  | 04:35   |
| 8.  | „Mury”                                  | Mury w Muzeum Raju | 05:15   |
| 9.  | „Źródło”                                | Strącanie aniołów  | 03:32   |
| 10. | „Epitafium dla Włodzimierza Wysockiego” | Live               | 10:32   |

#### Gazeta Wyborcza: Mury i inne ballady (2009)
Płyta dołączona do Gazety Wyborczej z dnia 9 kwietnia 2009 roku. Zawiera najbardziej znane piosenki Kaczmarskiego. Utwory zostały zarejestrowane 22 grudnia 2000 roku podczas koncertu w Piwnicy Artystycznej „Pod Harendą” w Warszawie (z tego samego koncertu pochodzi materiał tworzący płytę Dwadzieścia (5) lat później). Wyjątkiem jest utwór nr 10 (Mury), którego wykonanie pochodzi z koncertu w Południowej Afryce w 1985 roku.
Wydania:
- 2009 – AKWAM, sp. z o.o. (CD, nr kat. 0860908440)

Słowa: Jacek Kaczmarski
Muzyka:
- Jacek Kaczmarski (1-4, 6-9)
- Zbigniew Łapiński (5),
- Lluís Llach y Grande (10)

| Lp. | Tytuł              | Długość |
| --- | ------------------ | ------- |
| 1.  | „Nasza klasa”      | 03:47   |
| 2.  | „Sen Katarzyny II” | 02:16   |
| 3.  | „Jałta”            | 03:38   |
| 4.  | „Krzyk”            | 01:56   |
| 5.  | „Czerwony autobus” | 02:09   |
| 6.  | „Między nami”      | 04:33   |
| 7.  | „Źródło”           | 04:02   |
| 8.  | „Niech...”         | 04:58   |
| 9.  | „Obława”           | 02:50   |
| 10. | „Mury”             | 05:02   |

## Wydania zbiorcze

### Jacek Kaczmarski na żywo i w studio (2011)
Czteropłytowy album, wydany przez J.C. Koncert, ukazał się w rocznicę urodzin Jacka Kaczmarskiego w 2011 roku. Zawiera wydane wcześniej płyty Świadectwo (2006), dwie części Trasy koncertowej ′97 (2008), a także wzbogacony jest o CD zespołu Trio Łódzko-Chojnowskie, zawierający zapis koncertu w studio Polskiego Radia w Gdańsku.

## Jacek Kaczmarski (lub Trio) na koncertach z udziałem innych artystów

### Jacek Kaczmarski (lub Trio) na składankach związanych zI Przeglądem Piosenki Prawdziwej

#### Zakazane piosenki (1981)[21]
Wydania:
- 1981 – Radio „Solidarność” / Radiowa Agencja „Solidarność” Gdańsk.

| Lp.    | Wykonawcy                                                  | Tytuł                     |
| ------ | ---------------------------------------------------------- | ------------------------- |
| Vol. 1 |                                                            |                           |
| 8.     | Jacek Kaczmarski                                           | „Obława”                  |
| Vol. 2 |                                                            |                           |
| 9.     | Jacek Kaczmarski, Przemysław Gintrowski, Zbigniew Łapiński | „Arka Noego”, „Pokolenie” |
| 11.    | Jacek Kaczmarski, Przemysław Gintrowski, Zbigniew Łapiński | „Dziady”                  |

#### Piosenki Solidarności (Songs of Solidarity) (1981)[21]
Zestaw dwóch płyt winylowych z piosenkami z I Przeglądu Piosenki Prawdziwej, który odbył się 20–22 sierpnia 1981 w hali Olivia w Gdańsku.
Wydania:
- 1981 – ECHO Original Country Recording, 1981 USA, E 901-2

| Lp.    | Wykonawcy        | Tytuł                             |
| ------ | ---------------- | --------------------------------- |
| Vol. 2 |                  |                                   |
| 2.     | Jacek Kaczmarski | „Rejtan, czyli raport ambasadora” |

#### Niech żyje wojna (1984)[21]
- 1984 – Oficyna, Szczecin (nr kat. OK-001)

| Lp. | Wykonawcy                                                  | Tytuł        |
| --- | ---------------------------------------------------------- | ------------ |
| 6.  | Jacek Kaczmarski                                           | „Obława”     |
| 17. | Jacek Kaczmarski                                           | „Świadkowie” |
| 19. | Jacek Kaczmarski, Przemysław Gintrowski, Zbigniew Łapiński | „Arka Noego” |

#### Zakazane piosenki (2001)
Zestaw 3 płyt zawierających piosenki i skecze z I Przeglądu Piosenki Prawdziwej. Istniała również skrócona, jednopłytowa wersja.
Wydania:
- 2001 – Biuro Organizacyjne Przeglądu Piosenki Prawdziwej Zakazane Piosenki

| Lp.                 | Wykonawcy        | Tytuł                             |
| ------------------- | ---------------- | --------------------------------- |
| CD2                 |                  |                                   |
| 3.                  | Jacek Kaczmarski | „Rejtan, czyli raport ambasadora” |
| Wersja jednopłytowa |                  |                                   |
| 8.                  | Jacek Kaczmarski | „Rejtan, czyli raport ambasadora” |

#### I Przegląd Piosenki Prawdziwej1981 (2014)[21]
Wydania:
- 2014 – Polskie Radio S.A.

| Lp. | Wykonawcy                                                  | Tytuł                         | Długość |
| --- | ---------------------------------------------------------- | ----------------------------- | ------- |
| CD1 |                                                            |                               |         |
| 1.  | Jacek Kaczmarski, Przemysław Gintrowski, Zbigniew Łapiński | „Modlitwa o wschodzie słońca” | 03:32   |
| 2.  | Jacek Kaczmarski, Przemysław Gintrowski, Zbigniew Łapiński | „Arka Noego”                  | 03:27   |
| 23. | Jacek Kaczmarski                                           | „Obława”                      | 02:48   |
| 24. | Jacek Kaczmarski                                           | „Świadkowie”                  | 04:44   |
| CD2 |                                                            |                               |         |
| 20. | Jacek Kaczmarski, Przemysław Gintrowski, Zbigniew Łapiński | „Mury”                        | 05:19   |

### Góra Szybowcowa (1991)
Koncert plenerowy z 21–22 września 1991 zarejestrowany na Górze Szybowcowej w Jeleniej Górze.
Wydania:
- 1991 – Jacek Music (CD, JMC 06)

| Lp. | Wykonawcy        | Tytuł              |
| --- | ---------------- | ------------------ |
| 16. | Jacek Kaczmarski | „Ballada żebracza” |

### Dwie Sarmacje (2005)
Koncert Jacka Kaczmarskiego z Jackiem Kowalskim zagrany 19 stycznia 1995 roku. Płyta ukazała się jako dodatek do czasopisma Christianitas (nr 23/24) w grudniu 2005 roku.
Wydania:
- 2005 – Fundacja św. Benedykta

Wykonawcy:
- Jacek Kaczmarski – śpiew, gitara (utwory nieparzyste oraz 1 i 17),
- Jacek Kowalski – śpiew, gitara (utwory parzyste oraz 1 i 17)

Słowa:
- Jacek Kaczmarski (utwory nieparzyste oraz 1)
- Jacek Kowalski (utwory parzyste oraz 1)
- Juliusz Słowacki (17)

Muzyka:
- Jacek Kaczmarski (utwory nieparzyste),
- Jacek Kowalski (utwory parzyste)
- Andrzej Kurylewicz (17)

| Lp. | Wykonawcy                        | Tytuł                                     | Długość |
| --- | -------------------------------- | ----------------------------------------- | ------- |
| 1.  | Jacek Kaczmarski, Jacek Kowalski | „Polonez biesiadny”                       | 04:13   |
| 2.  | Jacek Kowalski                   | „O tej muzyce”                            | 03:08   |
| 3.  | Jacek Kaczmarski                 | „Do Muzy suplikacja przy ostrzeniu pióra” | 02:25   |
| 4.  | Jacek Kowalski                   | „Psalm rodowodowy”                        | 02:42   |
| 5.  | Jacek Kaczmarski                 | „Drzewo genealogiczne”                    | 04:38   |
| 6.  | Jacek Kowalski                   | „Nagrobek mojemu dziadkowi”               | 02:52   |
| 7.  | Jacek Kaczmarski                 | „Dobre rady Pana Ojca”                    | 03:12   |
| 8.  | Jacek Kowalski                   | „Oświadczyny i przyjęcie”                 | 03:10   |
| 9.  | Jacek Kaczmarski                 | „Elekcja”                                 | 03:43   |
| 10. | Jacek Kowalski                   | „Pieśń o bitwie pod Mozgawą”              | 04:03   |
| 11. | Jacek Kaczmarski                 | „Pan Kmicic”                              | 03:45   |
| 12. | Jacek Kowalski                   | „Berestecką potrzebą Apollo śpiewa”       | 02:03   |
| 13. | Jacek Kaczmarski                 | „Krajobraz po uczcie”                     | 03:22   |
| 14. | Jacek Kowalski                   | „Taniec śmierci”                          | 02:40   |
| 15. | Jacek Kaczmarski                 | „Zbroja”                                  | 04:39   |
| 16. | Jacek Kowalski                   | „Pieśń neobarska”                         | 02:05   |
| 17. | Jacek Kaczmarski, Jacek Kowalski | „Pieśń konfederatów”                      | 05:15   |

## Jacek Kaczmarski w kompilacjach różnych wykonawców

### Piosenka na wskroś optymistyczna (1980)[24]
Wydania:
- 1980 – Tonpress (nr kat. TK-10)

| Lp. | Wykonawcy                      | Tytuł    |
| --- | ------------------------------ | -------- |
| 12. | Jacek Kaczmarski, Piotr Gierak | „Obława” |

### Szukam przyjaciela (1980)[25]
Wydania:
- 1980 – Tonpress (nr kat. TK-35)

| Lp. | Wykonawcy                      | Tytuł                    |
| --- | ------------------------------ | ------------------------ |
| 9.  | Jacek Kaczmarski, Piotr Gierak | „Przypowieść o ślepcach” |

### Postulat 22 – nowe polskie pieśni robotnicze (1980)[26]
Płyta była rozprowadzana przy okazji ceremonii wręczania Nagrody Nobla Czesławowi Miłoszowi w Sztokholmie.
Wydania:
- 1980 – Safran 78 – SAF 7819 (Szwecja)
- 1981 – Folkways Records – FW37251 1981 (USA)
- 1981 – Eigel Stein – ES 1011 (RFN)

| Lp. | Wykonawcy        | Tytuł                 |
| --- | ---------------- | --------------------- |
| 7.  | Jacek Kaczmarski | „Krajobraz po uczcie” |

### Piosenka Studencka 1978 – 1982 (1987)[27]
Zestaw dwóch kaset wydanych przez Akademickie Radio Pomorze (ARP), w 2002 roku zawartość kaset została wydana na CD przez Jacek Music.
Wydania:
- 1987 – Akademickie Radio Pomorze (nr kat. ARP 050/1, ARP 050/2)
- 1992 – Jacek Music (nr kat. JMK16) (kaseta)
- 2002 – Jacek Music (nr kat. JMC20) (CD)

| Lp.    | Wykonawcy                      | Tytuł                                   |
| ------ | ------------------------------ | --------------------------------------- |
| Vol. 1 |                                |                                         |
| 1.     | Jacek Kaczmarski, Piotr Gierak | „Przedszkole”                           |
| 13.    | Jacek Kaczmarski               | „Ze sceny”                              |
| Vol. 2 |                                |                                         |
| 5.     | Jacek Kaczmarski               | „Mury”                                  |
| 15.    | Jacek Kaczmarski               | „Epitafium dla Włodzimierza Wysockiego” |
| CD     |                                |                                         |
| 1.     | Jacek Kaczmarski, Piotr Gierak | „Przedszkole”                           |
| 8.     | Jacek Kaczmarski               | „Ze sceny”                              |
| 14.    | Jacek Kaczmarski               | „Mury”                                  |
| 19.    | Jacek Kaczmarski               | „Epitafium dla Włodzimierza Wysockiego” |

### O! Polskie piosenki (1998)[28]
Album składa się z 5 płyt CD.
Wydania:
- 1998 – Polskie Radio S.A.

| Lp. | Wykonawcy        | Tytuł    |
| --- | ---------------- | -------- |
| CD5 |                  |          |
| 18. | Jacek Kaczmarski | „Obława” |

### Ballady z krainy zamyślenia (1999)[29]
Składanka nagrań balladowych i poetyckich nurtu piosenki studenckiej i poezji śpiewanej lat 70. i 80. XX wieku.
Wydania:
- 1999 – Karolex (nr kat. PTCD 006)

| Lp. | Wykonawcy        | Tytuł              |
| --- | ---------------- | ------------------ |
| 11. | Jacek Kaczmarski | „Ballada żebracza” |

### Solidarność 1980–2000 (2000)
Zbiór piosenek z okresu powstawania pierwszej „Solidarności” i z czasów stanu wojennego, a także piosenki młodych autorów, nawiązujące treścią do tamtych czasów, powstałe w latach 90. Płyta dołączona do wydawnictwa Solidarność 1980–2000.
Wydania:
- 2000 – Stowarzyszenie Pokolenie, Górnośląskie Centrum Kultury

| Wykonawcy        | Tytuł                            |
| ---------------- | -------------------------------- |
| Jacek Kaczmarski | „Mury”                           |
| Jacek Kaczmarski | „Powrót sentymentalnej panny S.” |

### Jubileusz 40-lecia – Studencki Festiwal Piosenki 1962–2002 (2002)[30]
Wydania:
- 2002 – Radio Kraków

| Lp. | Wykonawcy        | Tytuł                        |
| --- | ---------------- | ---------------------------- |
| CD1 |                  |                              |
| 2.  | Jacek Kaczmarski | „Lekcja historii klasycznej” |

### Hybrydy 1957–2002 (2002)[31]
Zestaw czterech płyt prezentujących historię studenckiego klubu Hybrydy w Warszawie.
Wydania:
- 2002 – Warner Music Poland, Polskie Radio (nr kat. 5046626452)

| Lp. | Wykonawcy                                                  | Tytuł    |
| --- | ---------------------------------------------------------- | -------- |
| CD3 |                                                            |          |
| 25. | Jacek Kaczmarski, Przemysław Gintrowski, Zbigniew Łapiński | „Źródło” |

### Pamiętajcie o ogrodach (2003)[32]
Z serii Polskie perły – najlepsze utwory klasyków polskiej piosenki.
Wydania:
- 2003 – Polskie Nagrania (nr kat. PNCD 799)

| Lp. | Wykonawcy        | Tytuł         |
| --- | ---------------- | ------------- |
| 10. | Jacek Kaczmarski | „Przedszkole” |

### Gitarą i piórem 2(2003)
Składanka piosenek prezentowanych w audycji „Gitarą i piórem” prowadzonej przez Janusza Deblessema w Programie III Polskiego Radia.
Wydania:
- 2003 – Polskie Radio (nr kat. 5046697702)

| Lp. | Wykonawcy                                                  | Tytuł            |
| --- | ---------------------------------------------------------- | ---------------- |
| CD3 |                                                            |                  |
| 15. | Jacek Kaczmarski, Przemysław Gintrowski, Zbigniew Łapiński | „Źródło (Wąwóz)” |

### Laureaci Przeglądu Piosenki Aktorskiej Wrocław 1976–2003 (2004)
Wydania:
- 2004 – Pomaton EMI (nr kat. 7292832)

| Wykonawcy                                                  | Tytuł                    |
| ---------------------------------------------------------- | ------------------------ |
| Jacek Kaczmarski, Przemysław Gintrowski, Zbigniew Łapiński | „Kantyczka z lotu ptaka” |